# Queens Village
Pour les articles homonymes, voir Queen's.
Queens Village est un quartier résidentiel majoritairement de classe moyenne situé dans la partie est de l'arrondissement du Queens à New York.

## Démographie
Composition ethno-raciale en 2010, :
- Blancs non hispaniques (6,3 %)
- Hispaniques et Latinos (18,4 %)
- Asiatiques (16,0 %)
- Noirs (50,2 %)
- Métis (4,4 %)
- Autres (4,6 %)